# Heinlewischer
Heinlewischer Partnerschaft freier Architekten mbB (Eigenschreibweise: heinlewischer, mit kleinem Anfangsbuchstaben) ist ein international tätiges Architekturbüro, das 1962 von Erwin Heinle und Robert Wischer gegründet wurde. Elf Partner und mehr als 300 Mitarbeiter arbeiten an fünf Standorten in Deutschland und Polen (Stand: 2025). Zu den bekanntesten Werken zählen das Olympische Dorf in München und der Neubau der Stiftung Topographie des Terrors in Berlin.

## Geschichte und Organisation
Erwin Heinle und Robert Wischer lernten sich im Studium an der Technischen Hochschule Stuttgart kennen. Sie arbeiteten bei der Planung des ersten Kollegiengebäudes dieser Hochschule zusammen, beide als Mitarbeiter im Büro der Professoren Rolf Gutbier (1903–1992), Curt Siegel (1911–2004) und Günter Wilhelm (1908–2004). Es folgte 1962 die gemeinsame Arbeit bei der Planung des Deutschen Krebsforschungszentrums in Heidelberg. Erwin Heinle brachte seine Erfahrungen vom Stuttgarter Fernsehturm und vom Landtag Baden-Württemberg ein, Robert Wischer seine Erfahrungen im Krankenhausbau.
1962 entstand die paritätische Sozietät der freien Architekten Heinle und Wischer, die sich ab 1969 zu einer größeren Partnerschaft weiterentwickelte.
Das Büro wurde 1967 Dritter im nationalen Architektenwettbewerb für die XX. Olympischen Spiele 1972. Es erhielt 1968 den Planungsauftrag für das Olympische Dorf München. Nach Kritik am Fehlen eines weiteren öffentlichen Wettbewerbs für das olympische Dorf führten Heinle und Wischer einen bürointernen Wettbewerb in Form einer mehrstufigen Optimierung durch, die erstmals in dieser Größenordnung in der Architektur angewendet wurde.
Neben dem Gründungsbüro in Stuttgart entstanden seit Ende der 1980er Jahre weitere Standorte in Berlin (1989), Köln (1991), Dresden (1993) und Breslau (2008).
Im März 2022 erfolgte die Umwandlung der Sozietät in die Heinle Wischer Partnerschaft freier Architekten mbB. Zum Januar 2025 wurde das Unternehmen in Heinlewischer Partnerschaft freier Architekten mbB umbenannt. Partner sind Hanno Chef-Hendriks, Davide Di Gaetano, Alexander Gyalokay, Thomas Heinle, Markus Kill, David Koenigsfeld, Jens Krauße, Christian Pelzeter, Barbara Schott, Edzard Schultz und Steffen Walter. Tochterunternehmen sind die Heinlewischer Gesellschaft für Generalplanung mbH (gegründet 1999, Sitz: Stuttgart) und die Heinle, Wischer und Partner Architekci Sp. z o.o. in Polen (gegründet 2008).

## Arbeitsfelder
Die Gesellschaft betätigt sich seit Gründung in einem breiten Aufgabengebiet. Dazu zählt die Planung und Realisierung von Bauten für Bildung und Forschung, Kultur, Gesundheit, Industrie, Verwaltung und Wohnen sowie das Bauen im Bestand und Ziel- und Entwicklungsplanungen. Die Planungsarbeiten beispielsweise zum Bundesministerium für Bildung und Forschung oder zum Zentrum für Operative Medizin II des Universitätsklinikums Düsseldorf erfolgten integral. BIM-gestützt wurde beispielsweise der Neubau für Viega durchgeführt. Das Architekturbüro setzt auch Generalplanungsprojekte im In- und Ausland um. Hierbei kann es auf die Heinlewischer Gesellschaft für Generalplanung mbH zurückgreifen. Heinlewischer wird – Stand: 2020 – in nationalen und internationalen Rankings geführt (Baunetz, Sector Review).

## Auszeichnungen (Auswahl)

Gebäude im Bild
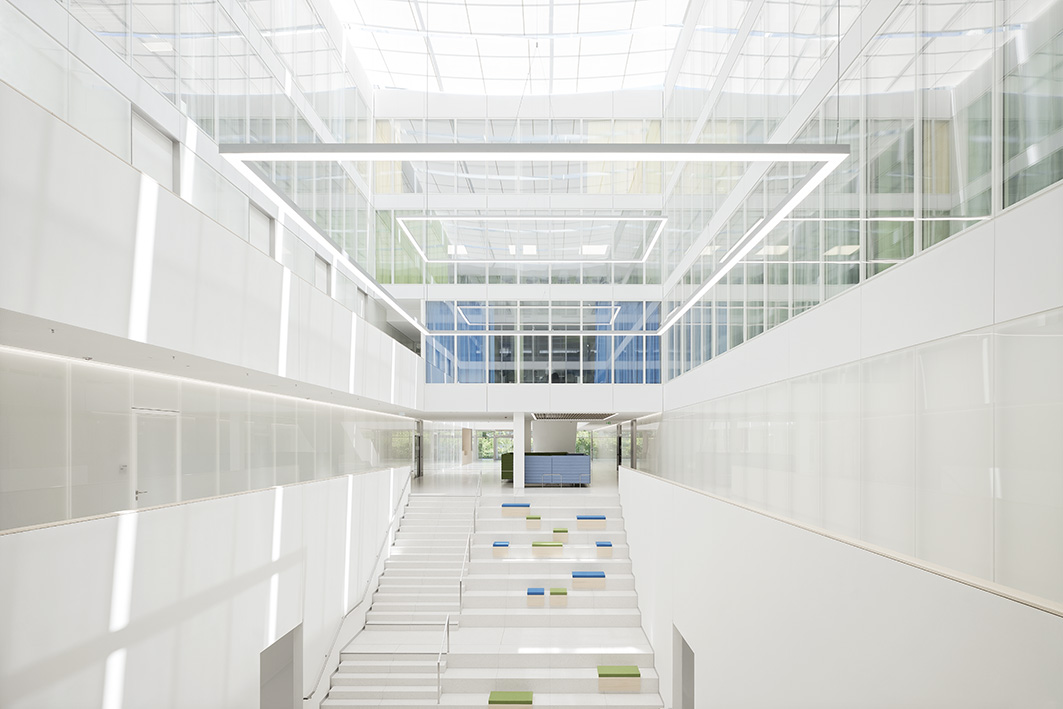
Deutsches Krebsforschungszentrum, Heidelberg
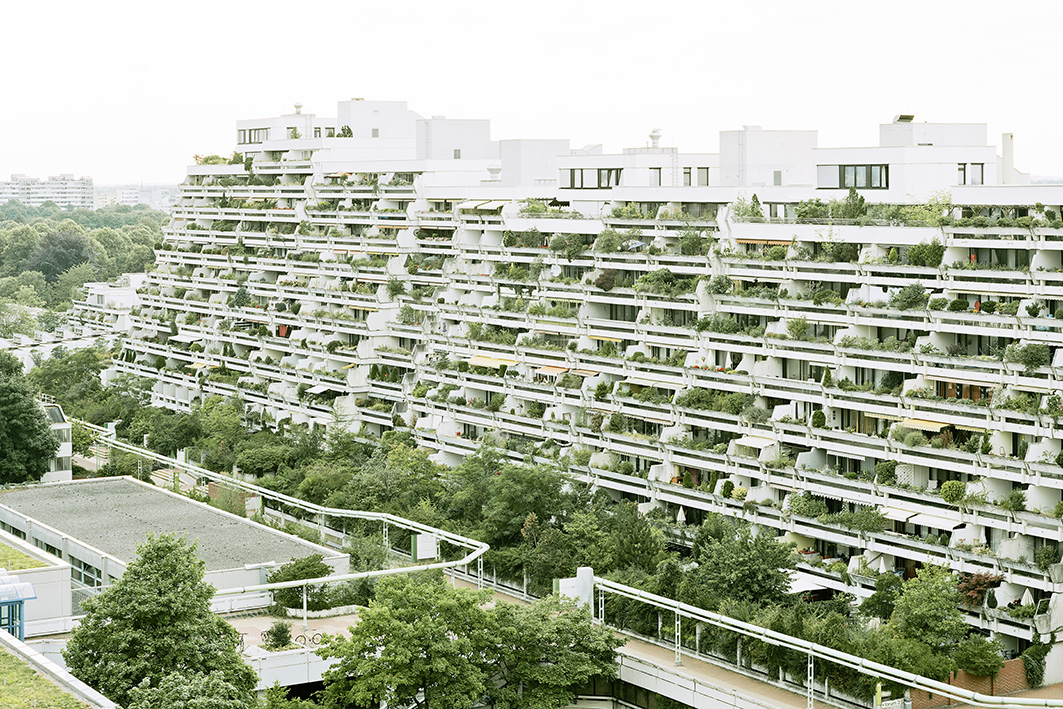
Olympisches Dorf München
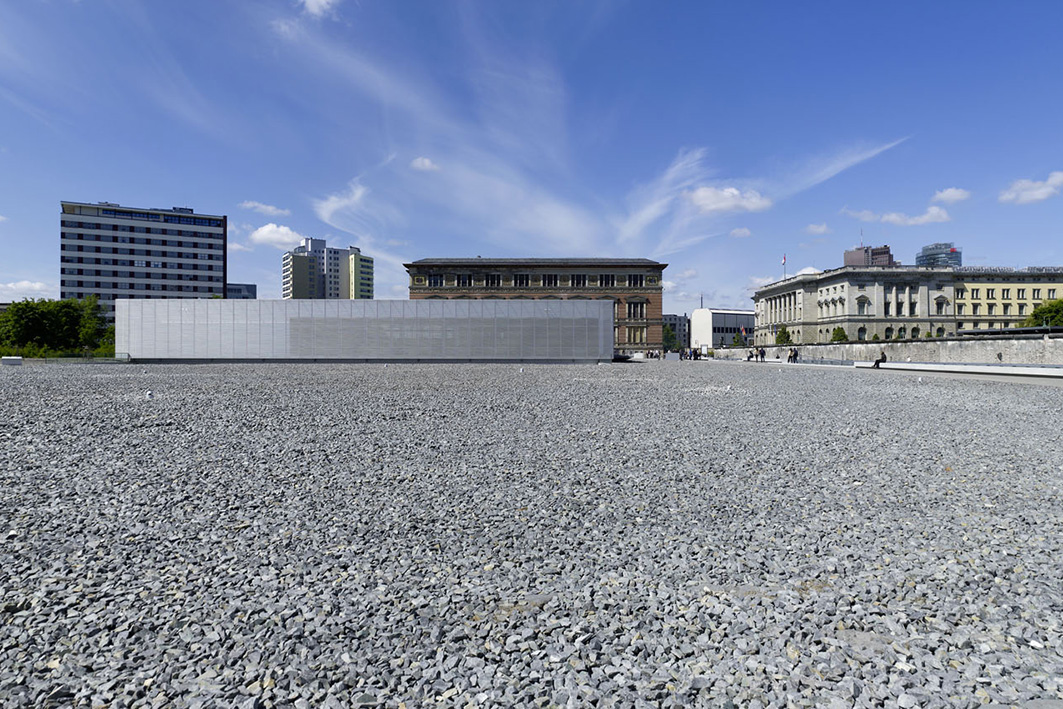
Topographie des Terrors, Berlin

Das Architekturbüro erhielt eine Reihe von Preisen, Auszeichnungen und Anerkennungen. Dazu gehören:
- 2024, Historisches Archiv und Rheinisches Bildarchiv der Stadt Köln: BDA Architekturpreis NRW 2024[27]
- 2024, Kriminalwissenschaftliches und -technisches Institut (KTI) des LKA Sachsen, Dresden: Deutscher Natursteinpreis 2024[28]
- 2023, DWI Leibniz-Institut für interaktive Materialien, Aachen, Forschungsgebäude Leibniz Joint Lab fiT: Architekturpreis BDA Aachen 2023[29]
- 2023, Albert-Ludwigs-Universität Freiburg, Forschungsgebäude IMBIT (Institute for Machine-Brain Interfacing Technology): Hugo Häring Auszeichnung 2023[30]
- 2022, Corona-Behandlungszentrum Berlin: hospitalconcepts Award 2022[31]
- 2021, Null-Emissionshaus in der Hamburger HafenCity: Green BIM Award[32]
- 2020, Deutsches Krebsforschungszentrum Heidelberg, Forschungs- und Entwicklungszentrum für Bildgebung und Radioonkologie: Hugo-Häring-Auszeichnung[33]
- 2019, Simulationszentrum der Medizinischen Universität Breslau: Architekturpreis Piękny Wrocław – Schönes Breslau[34]
- 2017, Claudius-Höfe, Bochum: NRW-Landespreis 2017 für Architektur, Wohnungs- und Städtebau[35]
- 2017, Landhaus Am Rupenhorn in Berlin: Bundespreis für Handwerk in der Denkmalpflege[36]
- 2016, Claudius-Höfe, Bochum: Deutscher Bauherrenpreis[37]
- 2015, Bundesministerium für Bildung und Forschung, Berlin: Innovationspreis Public Private Partnership PPP 2012, Kategorie Verwaltungsgebäude[38]
- 2011, Deutsches Krebsforschungszentrum Heidelberg, Neukonzeption und Sanierung Hochhaus und Dokumentation: Hugo-Häring-Auszeichnung[39]
- 2010, Giraffen- und Zebraanlage im Zoologischen Garten Dresden: BDA-Preis Sachsen 2010[40]
- 2008, Zoologischer Garten Dresden, Neubau Futtermeisterei und Heuscheune: Erlweinpreis[41]
- 2008, Zentrum für Zahn-, Mund- und Kieferheilkunde der Ernst-Moritz-Arndt-Universität Greifswald: Landesbaupreis Mecklenburg-Vorpommern[42]
- 2006, Bundesärztekammer Berlin, Neubau Bürogebäude im KPM-Quartier Berlin-Charlottenburg: Hypo Real Estate Architekturpreis für vorbildliche Gewerbebauten[43]
- 2004, Bildungswerk der Sächsischen Wirtschaft, Dresden, Neubau eines Büro- und Servicezentrums: Deutscher Fassadenpreis[44]
- 2004 und 2003, dvg 2000, Finanz Informatik, Hannover, Neubau Verwaltungsgebäude: Niedersächsischer Staatspreis für Architektur[45] und Architecture + Technology Award (Europäischer Preis für Architektur und Technik)[46]
- 2003, Wohnsiedlung Dresden-Laubegast: Deutscher Bauherrenpreis[47]
- 2002, Bosch-Areal Stuttgart: Auszeichnung guter Bauten des BDA-Landesverbandes Baden-Württemberg[48]
- 2001, Stadtmitte Senftenberg, Rathaus, Hauptstelle der Sparkasse Niederlausitz, Wohn- und Geschäftshaus: Landesbaupreis Brandenburg[49]
- 2000, Landhaus Am Rupenhorn, Berlin: Ferdinand-von-Quast-Medaille[50]
- 1999, Stadtmitte Senftenberg, Rathaus, Hauptstelle der Sparkasse Niederlausitz, Wohn- und Geschäftshaus: Brandenburgischer Architekturpreis[51]
- 1991, Werk der Robert Bosch GmbH in Reutlingen-Kusterdingen, BDA-Preis Industrie in der Landschaft[52]
- 1979, Neubau des Bundeswehrkrankenhauses Ulm: Europäischer Stahlpreis[53]
- 1975, Wasserwerk Langenau: BDA-Preis Industrie in der Landschaft[54]
- 1968, ICI-Nylonfaserwerke, Östringen: BDA-Preis Industrie in der Landschaft[54]

## Baudenkmäler
Einige Bauten sind mittlerweile Baudenkmäler:
- Fernmeldeturm Nürnberg (seit 2021)[55]
- Helmut-Schmidt-Universität/Universität der Bundeswehr Hamburg (seit 2017)[56][57]
- Wohnhäuser Heinle und Wischer mit Architekturbüro in Stuttgart (seit 2010)[58][59]
- Olympisches Dorf München als Teil des Ensemble-Baudenkmals Olympiapark (seit 1998)[60][61] und als Einzeldenkmal (seit 2020)[62]
- Zentrale Hochschulsportanlage im Olympischen Dorf München (seit 1998)[60][63]
- Fernsehturm Stuttgart (seit 1986)[64][65]
- Landtag Baden-Württemberg in Stuttgart (seit 1986)[64][66]

## Schriften
- Neubau Forschungszentrum MAIN. Materials, Architecture and Integration of Nanomembranes. Technische Universität Chemnitz. Heinle, Wischer und Partner Freie Architekten GbR, Dresden 2019, ISBN 978-3-00-062330-1.
- Erwin Heinle Best of. Zwischen Hochgebirge und Mittelmeer. Eine Ausstellung des Architekturbüros Heinle, Wischer und Partner Freie Architekten in der Staatlichen Akademie der Bildenden Künste Stuttgart vom 8. bis 16. September 2017. Heinle, Wischer und Partner Freie Architekten GbR, Berlin 2018.
- Labor neu denken. Neukonzeption Deutsches Krebsforschungszentrum Heidelberg. Heinle, Wischer und Partner Freie Architekten GbR, Berlin 2013. ISBN 978-3-00-044499-9.
- 50 Jahre unverwechselbar, Heinle, Wischer und Partner Freie Architekten GbR, Berlin 2012, ISBN 978-3-00-040270-8.
- Zoos, Bauen für Tiere. Zoos, Building for animals. Heinle, Wischer und Partner Freie Architekten GbR, Berlin 2009. ISBN 978-3-00-028259-1.
- Robert Wischer: Vom Unikat zum Stadtbaustein. Gedanken zur Entwicklung des Krankenhauses. Heinle, Wischer und Partner Freie Architekten GbR, Berlin 2008, ISBN 978-3-00-024338-7.
- India Healthcare. International competition. Six all India institutes of medical sciences like Apex Health Care Institutes. Heinle, Wischer und Partner Freie Architekten GbR, Berlin 2007. ISBN 978-3-00-023570-2.
- OP der Zukunft. Städtisches Klinikum Brandenburg. Heinle, Wischer und Partner Freie Architekten GbR, Berlin 2007, ISBN 978-3-00-023569-6.
- Robert Wischer, Hans-Ulrich Riethmüller: Zukunftsoffenes Krankenhaus. Ein Dialog zwischen Medizin und Architektur. Fakten, Leitlinien, Bausteine. Springer, Wien 2007, ISBN 978-3-211-25894-1.
- Erwin Heinle, Thomas Heinle: Bauen für Forschung und Lehre. Deutsche Verlags-Anstalt, Stuttgart 2001, ISBN 3-421-03296-3.
- Erwin Heinle, Jörg Schlaich: Kuppeln aller Zeiten – aller Kulturen. Deutsche Verlags-Anstalt, Stuttgart 1996, ISBN 3-421-03062-6.
- Erwin Heinle, Fritz Leonhard: Türme aller Zeiten – aller Kulturen. Deutsche Verlags-Anstalt, Stuttgart 1988, ISBN 3-421-02931-8.
- Robert Wischer, Hille Rau: Das Friesen-Konzept für das Krankenhaus und für das Gesundheitswesen von morgen. Karl Krämer Verlag, Stuttgart 1988, ISBN 3-7828-4001-1.
- Robert Wischer, Wolfram Fuchs (Hrsg.): H VEN LC. Le Corbusiers Krankenhausprojekt für Venedig. Dietrich Reimer, Berlin 1985, ISBN 3-496-01027-4.
- Robert Wischer, Hille Rau: Ein- oder Mehrbettzimmer im Akutkrankenhaus. Analysen ihrer Tauglichkeit. Karl Krämer Verlag, Stuttgart 1984, ISBN 3-7828-1483-5.
- Heinle, Wischer und Partner Freie Architekten (Hrsg.): Eine Stadt zum Leben. Das Olympische Dorf München. Mit einer Beilage und Beiheft in englischer Sprache: A Town for Living in The Olympic Village Munich. Mit Textbeiträgen von Erwin Heinle, Gert A. Teuffel, Manfred Sack, Willi Daume. Heinrich Müller Verlag, Freudenstadt 1980, S. 26 f, ISBN 3-88366-040-X.
- Erwin Heinle, Max Bächer: Bauen in Sichtbeton. Dargestellt an 80 Bauten des In- und Auslandes. Mit Hinweisen für Planung und Ausführung. J. Hoffmann. Stuttgart 1966.